# Татарников, Алексей Павлович
Алексей Павлович Татарников (1926—1995) — младший сержант Рабоче-крестьянской Красной Армии, участник Великой Отечественной войны, Герой Советского Союза (1945).

## Биография
Алексей Татарников родился 27 марта 1926 года в деревне Стрельцы (ныне — Ефремовский район Тульской области). После окончания шести классов школы проживал и работал в Ефремове. В ноябре 1943 года Татарников был призван на службу в Рабоче-крестьянскую Красную Армию. С сентября 1944 года — на фронтах Великой Отечественной войны.
К январю 1945 года гвардии младший сержант Алексей Татарников был наводчиком орудия 23-й гвардейской мотострелковой бригады 7-го гвардейского танкового корпуса 3-й гвардейской танковой армии 1-го Украинского фронта. Отличился во время освобождения Польши. 23 января 1945 года расчёт Татарникова переправился через Одер в районе населённого пункта Грошовиц (ныне — в черте Ополе) и принял активное участие в боях за захват и удержание плацдарма на его западном берегу, продержавшись до переправы основных сил.
Указом Президиума Верховного Совета СССР от 10 апреля 1945 года гвардии младший сержант Алексей Татарников был удостоен высокого звания Героя Советского Союза с вручением ордена Ленина и медали «Золотая Звезда».
После окончания войны Татарников был демобилизован. Проживал и работал в Ефремове.
Награждён двумя орденами Отечественной войны 1-й степени и рядом медалей.